# Putilow-Werft
Die Putilow-Werft in Baltijski Port war eine Reparaturwerft und baute Schwimmdocks. Aufgrund eines neuen Flottenbauprogramms sollte 1911 eine neue moderne Putilow-Werft in Petersburg entstehen. 

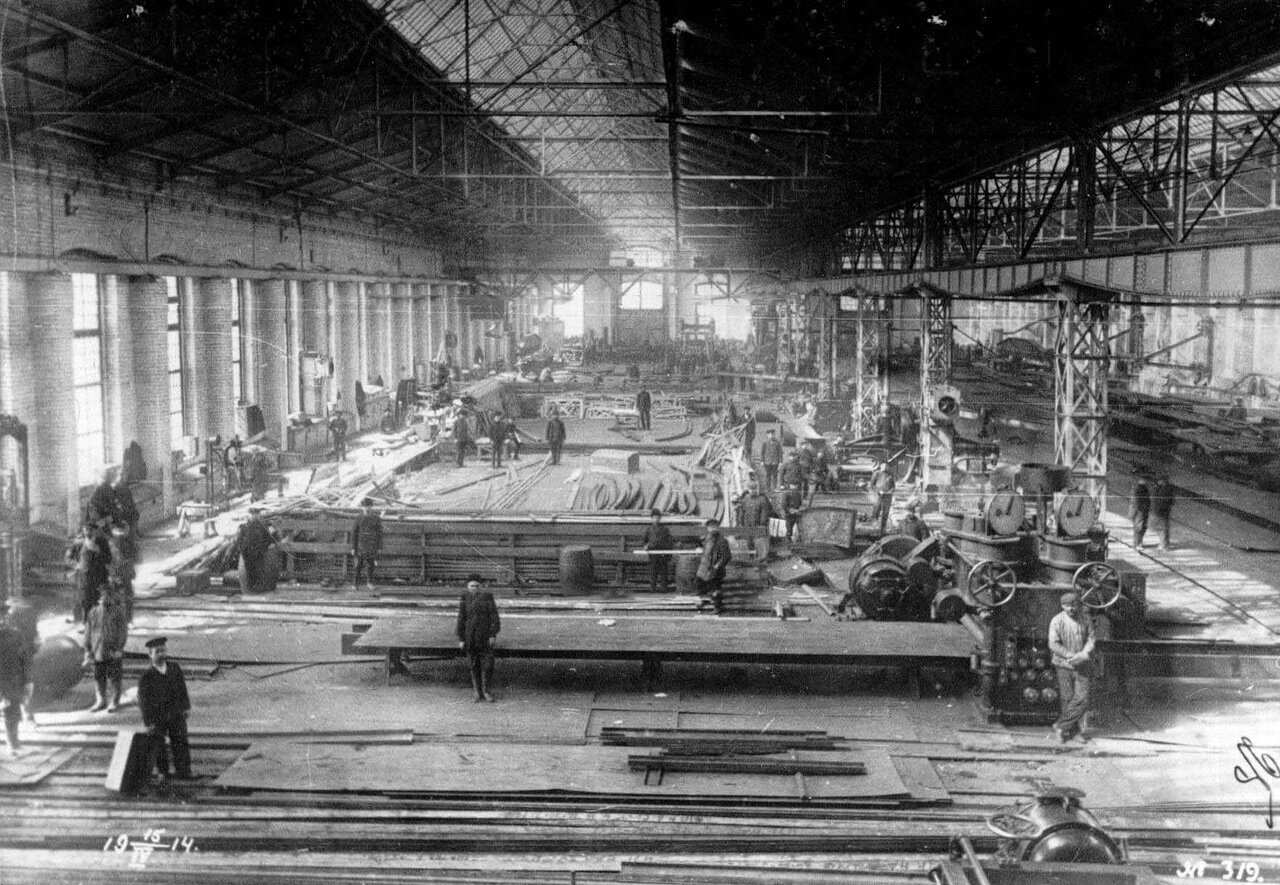
Blick in die Schiffbauhalle der Putilow-Werft

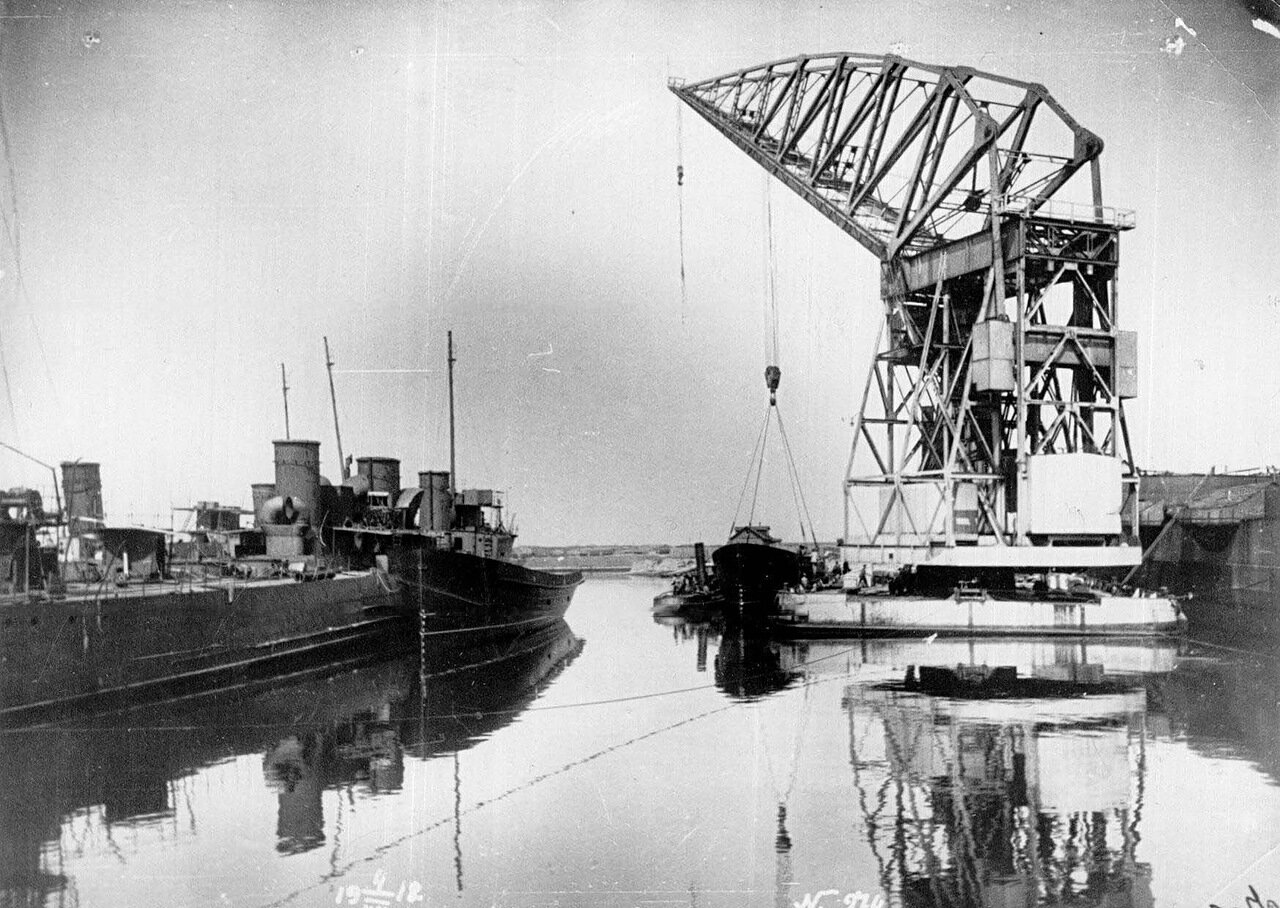
Der Schwimmkran der Putilow-Werft

## Geschichte
Nachdem Russland unter Zar Peter dem Großen das Baltikum erobert hatte, wurde 1718 in der Pakribucht der Grundstein für einen Flottenstützpunkt gelegt, der Ort wurde von Zarin Katharina II. in Baltischport (russ. Валтийский Порт/Baltijski Port) benannt, woraus später der estnische Name Paldiski entstand. Baltijski Port war als eisfreier Hafen über eine lange Zeit für Sankt Petersburg wichtig, vor allem im Winter. Die örtliche Werft bestand seit 1801, baute Schwimmdocks und reparierte Marineschiffe des Zaren. Deshalb wurde hierher auch die älteste Eisenbahnlinie Estlands geführt, die als Baltische Eisenbahn (Балтийская железная дорога) 1870 eröffnet wurde und Baltijski Port über Reval und Narwa mit St. Petersburg verband.
Bei der Auswahl der neuen Werft zum Bau von Schiffen und Schiffsmaschinen jeder Größe in Petersburg fiel die Wahl des Ministerrates auf Blohm & Voss, die die neue Werft errichten und in Betrieb nehmen sollte.
Auch mit der Ausbildung der Facharbeiter wurde Blohm & Voss beauftragt. Hintergrund für die Auswahl war eine Ausschreibung unter 17 europäischen Werftunternehmen für die Konstruktion eines russischen Linienschiffes, bei der der Konstrukteur Kurt Orbanowsky von Blohm & Voss 1908 am besten abschnitt. Nach langen Vorverhandlungen wurde der Vertrag zum Bau der Werft im April 1911 unterzeichnet und Blohm & Voss beteiligte sich mit 15 % des benötigten Kapitals.
Unter Leitung von Blohm & Voss baute ein deutsches Konsortium die Großwerft mit zwei Helgenanlagen, modernen Krananlagen und einem 150-t-Kran für das Ausrüstungsbecken. Zuerst wurde das beabsichtigte Gelände von einer belgischen Firma etwa vier Meter über den mittleren Ostseewasserstand aufgeschüttet und die Mole des geplanten Werfthafens durch Rammen von Pfählen befestigt. Anschließend entstanden die Gebäude und Werkhallen mit einem optimierten Materialfluss nach neuesten Erkenntnissen und den Erfahrungen von Steinwerder. Der Neubau der Putilow-Werft kostete rund 5 Mio. Goldmark.
Die Werft Blohm & Voss war nicht nur beim Bau der Werft federführend, sondern auch beim Bau der Schiffe. Die Maschinenfabrik unterstützte den Petersburger Betrieb auch bei der Konstruktion von Maschinen und Kesselanlagen.